# Beiruter Autobombenanschlag vom 8. März 1985
Der Beiruter Autobombenanschlag vom 8. März 1985 war ein Attentat durch eine Autobombe in Beirut, dessen Ziel der geistige Führer der schiitischen Hisbollah, Großajatollah Muhammad Hussein Fadlallah gewesen ist. Durch das Attentat wurden mehr als 80 Personen getötet und weitere 200 verletzt. Die Autobombe explodierte in Bir al-Abed, einem dichtbesiedelten, überwiegend von Schiiten bewohnten Stadtteil. Der Bombenanschlag war der folgenschwerste Anschlag im Libanon seit Oktober 1983.
Der Tatort lag nur einige Meter neben dem Wohnhaus Fadlallahs und befindet sich in der Nähe einer Moschee, in der sich Gläubige zum abendlichen Freitagsgebet versammelten. Fadlallah entging dem Anschlag unverletzt, weil er sich wegen eines Gesprächs mit einer alten Frau verspätet hatte.
Durch die Stärke der Explosion, deren Sprengkraft rund 200 kg Dynamit entsprach, wurden ein Kino und zwei siebenstöckige Wohnhäuser zerstört. Viele der Toten waren unbeteiligte Passanten und Gläubige, die zum Zeitpunkt der Explosion gerade die Moschee verließen.
Die Explosion verursachte Chaos und Bewaffnete feuerten in die Luft, um die Umstehenden zu zerstreuen und so den Weg für Ambulanzfahrzeuge freizumachen, die Tote und Verletzte abtransportierten. Im Rundfunk wurde zu Blutspenden aufgerufen.
Zunächst machte Fadlallah Israel für den Anschlag verantwortlich. Israel hielt in dieser Zeit einen großen Teil des Libanons besetzt. Im Mai 1985 veröffentlichte dann The Washington Post einen Bericht. Demzufolge habe das Deuxième Bureau – die Geheimdienstabteilung der libanesischen Armee, die damals von Maroniten mit Bindungen zu den Forces Libanaises dominiert wurde – Dritte zur Ausführung des Anschlages angeheuert. Die Central Intelligence Agency (CIA) bestritt vehement, im Vorfeld von dem Anschlag  gewusst zu haben.
In seinem Buch Veil: The Secret Wars of the CIA, 1981–1987 berichtet Bob Woodward von einem Interview mit William J. Casey, dem damaligen CIA-Direktor, kurz vor dessen Tod, in welchem dieser zugegeben haben soll, dass die CIA saudi-arabische Hilfe bei der Vergeltung des Anschlags auf den US-Stützpunkt in Beirut 1983 in Anspruch genommen hat. Die Authentizität dieses Interviews ist allerdings umstritten. Scheich Fadlallah hat die Verwicklung in die Anschläge vom Oktober 1983 stets abgestritten. Dabei wurden 241 US-Soldaten und 58 französische Fallschirmjäger getötet.
Die tatsächliche Ausführung des Bombenanschlages soll nach manchen Berichten der libanesische Politiker und Milizenführer Elie Hobeika organisiert haben. Wer tatsächlich für den Anschlag verantwortlich ist, wurde bisher nicht bekannt. Hobeika wurde 2002 durch ein Bombenattentat getötet.

## Film
- Ein Autobombenanschlag im US-amerikanischen Spielfilm Spy Game – Der finale Countdown (2001) ist an den Beiruter Anschlag von 1985 angelehnt.